# Кристина Датская
Кристина Датская (ноябрь 1521, Нюборг, Южная Дания — 10 декабря 1590, Алессандрия, Пьемонт) — датская принцесса. В первом браке с 1533 по 1535 годы носила титул герцогини Миланской, а во втором с 1541 по 1559 годы — герцогини Лотарингии.

## Семья
Кристина была младшей из шести детей короля Дании Кристиана II и Изабеллы Габсбургской. Точное место её рождения неизвестно, предположительно она появилась на свет в Нюборге или Копенгагене. Датой рождения считается ноябрь 1521 года или 5 декабря.
Она была племянницей императора Карла V. Будучи представительницей династии Габсбургов, она могла составить достойную партию многим европейским правителям. Дядя Карл выдавал её дважды замуж исключительно из политических соображений, тем самым укрепляя связи с европейскими дворами в борьбе против Франции.
В 11 лет Кристина вышла замуж за Франческо II Сфорца, герцога Миланского. Свадьба состоялась в Брюсселе в августе 1533 года по доверенности. Жениха представлял миланский посланник Мария Массимилиано Стампа. Уже в 13 лет Кристина стала вдовой.
10 июля 1541 года она вышла замуж за будущего герцога Лотарингии Франсуа I. В этом браке родилось трое детей:
- Карл III (15 февраля 1543 — 14 мая 1608), герцог Лотарингии, названный так в честь Карла V;
- Рене (20 апреля 1544 — 22 мая 1602), названная так в честь своей бабки по отцовской линии Рене де Бурбон-Монпансье;
- Доротея (20 августа 1545 — 2 июня 1621), названная так в честь своей тётки по материнской линии Доротеи Датской.

## Биография

### Детство и юность
В 1523 году, когда Кристине было всего два года, её отец, король Дании Кристиан II, был свергнут с престола и королевская семья была вынуждена бежать во Фландрию и поселилась в Лире. После смерти жены в 1526 году Кристиан II отдал своих детей на воспитание Маргарите Австрийской, штатгальтеру Испанских Нидерландов. Попытавшись вернуть себе датский трон, Кристиан II вернулся в Скандинавию в 1531 году. Кристина больше никогда не видела своего отца, который после многолетнего заключения умер, так и не вернувшись назад во Фландрию.
Вместе со своими братом Хансом и сестрой Доротеей Кристина получила религиозно ориентированное полноценное образование. Помимо французского она говорила на итальянском и немецком языках. После смерти Маргариты Австрийской в 1530 году заботу о Кристине приняла на себя её тетка Мария Австрийская, ставшая новым штатгальтером в Испанских Нидерландах. Ссылаясь на юный возраст Кристины, она попыталась расторгнуть брачный договор, заключённый по настоянию Карла V между Кристиной и миланским герцогом Франческо II, который был старше Кристины почти на 27 лет, но потерпела неудачу. Через полгода после церемонии брака, совершённой по доверенности в 1533 году в Брюсселе, Кристина прибыла в Милан и 3 мая 1534 года была с восторгом встречена горожанами. А уже на следующий день она официально обвенчалась с герцогом в миланском кафедральном соборе.
Болезненный Франческо II умер в октябре 1535 года, и тринадцатилетняя Кристина стала бездетной вдовой. В 1537 году она вернулась в Брюссель.

### Кристина и Генрих VIII
Английский король Генрих VIII после смерти своей третьей жены Джейн Сеймур искал себе новую супругу, и юная вдова миланского герцога попала в его поле зрения. Жениться на Кристине Генриху VIII предложил император Карл V, искавший в ту пору союзников в борьбе против Франции. Посланник Генриха при дворе Брюсселя описывал Кристину «очень здравомыслящей, умной и набожной» и восхищался тем, как она «красива, высока, мягка в ведении разговора и приятна в обхождении». Для написания портрета юной герцогини заинтересованный Генрих послал в Брюссель своего придворного живописца Ганса Гольбейна-младшего. 12 марта 1538 года для написания портрета художнику была предоставлена аудиенция продолжительностью в три часа. Этот портрет шестнадцатилетней вдовы находится сейчас в Лондонской национальной галерее. Спустя более чем два года после смерти мужа Кристина всё ещё носила траур, несмотря на то, что обычаями того времени предписывался лишь трёхмесячный траур.
О том, как Кристина относилась к новым матримониальным планам в отношении себя, свидетельств не сохранилось. Высказанный ею отказ на предложение замужества, приводимый в форме цитаты, документально не подтверждён. Обыгрывая тот факт, что Генрих VIII на основании ложных обвинений приказал отрубить голову своей второй жене, она якобы заявила, что у неё только одна голова. Если бы у неё их было две, то одну из них она предоставила бы в распоряжение короля. Однако это приписываемое Кристине высказывание впервые появляется лишь в публикациях, датируемых XVII веком.
Бракосочетанию с английским королём так и не суждено было состояться. Заключив в Ницце с французским королём Франциском I мирный договор на десять лет, не нуждавшийся более в союзниках император Карл V потерял к Генриху VIII всяческий интерес.

### Герцогиня Лотарингии
В июле 1541 года Кристина вышла в Брюсселе замуж во второй раз — за Франсуа I, старшего сына лотарингского герцога Антуана Доброго. И хотя этот брак изначально носил политический характер, супруги прожили счастливую жизнь и произвели на свет троих детей. Франциск I стал герцогом в 1544 году и умер в 1545 году, ещё до рождения своего третьего ребёнка. Власть в герцогстве получили Кристина в качестве регентши при своём двухлетнем сыне Карле II и брат её мужа Николя де Меркер. В ноябре 1545 года лотарингское собрание знати вверило ей единоличные бразды правления герцогством.
Как родственница Габсбургов, Кристина проводила дружественную Испании политику и смогла тем самым долгое время противостоять влиянию французского королевского дома. Одновременно она пыталась сохранить нейтралитет Лотарингии в борьбе между Францией и Священной Римской империей. Но в результате договора в Шамбо король Франции Генрих II получил 13 марта 1552 года Лотарингию и имперские города Мец, Туль и Верден, спровоцировав тем самым новый конфликт между императором и Францией. 15 апреля Кристина была лишена регентской власти и была вынуждена покинуть герцогство. Её одиннадцатилетнего сына Карла отправили в Париж к французскому двору, а власть в Лотарингии перешла к Лоррен-Меркеру.

### Ссылка во Фландрию и возвращение в Лотарингию
Кристина и две её дочери бежали сначала в свои владения в Бламоне, а потом перебрались во Фландрию. Шесть лет Кристина провела в изгнании, пока в 1558 году в связи с бракосочетанием своего сына с французской принцессой Клод Валуа не вернулась во Францию.
Вместе с Карлом II Кристина осуществляла посредничество при заключении мира между королём Франции Генрихом II и королём Испании Филиппом II, подписанным в Ле-Като-Камбрези 3 апреля 1559 года. Испанский король даже видел в ней преемницу Эммануила Филиберта на посту штатгальтера Испанских Нидерландов, поскольку её поддерживало большинство фламандской знати. Но окончательный выбор короля пал на его сводную сестру Маргариту Пармскую. В ноябре 1559 года Кристина вернулась в Нанси, чтобы помочь своему сыну в управлении герцогством.

### Последние годы жизни
В 1578—79 годах Кристина вернулась в Италию, где и провела последние годы своей жизни в резиденции в Тортоне, которая принадлежала ей как супруге Франческо II Сфорца. Точное место её смерти неизвестно: она умерла в 1590 году в Тортоне либо в Алессандрии. В источниках встречаются две даты её смерти — 10 августа и 10 сентября. Она была похоронена рядом со своим мужем в крипте герцогской капеллы в церкви Кордельеров в Нанси.

## Притязания на трон
Находясь в заключении, отец Кристины в 1549 году официально отрёкся от датского престола (тем самым, и от тронов Норвегии и Швеции) и отказался от притязаний на датский престол своих детей. Однако Кристина никогда не признавала этот факт. После того, как в 1532 году умер её старший брат Ханс, она заявила о своих правах на датский престол. С 1563 по 1569 годы она подписывала официальные документы как «королева Дании», но никогда не пыталась занять датский трон силой.